# اسنوپس
اسنوپس (انگلیسی: Snopes) یک سایت راستی‌آزمایی است و به عنوان «منبعی شناخته‌شده در زمینه‌ی شناخت شایعات و افسانه‌ها» در اینترنت شناخته می‌شود. از این سایت همچنین برای رو کردن دست، افسانه‌های محلی و داستان‌های مشابه در فرهنگ آمریکا استفاده می‌شود.

## دقت
در سال ۲۰۰۹، وبسایت FactCheck.org، دسته‌ای از پاسخ‌های اسنوپس به شایعات سیاسی درمورد باراک اوباما، سارا پالین و جرج دابلیو بوش را بررسی کرد و تمام آن‌ها را خالی از سوگیری یافت.